# Ángel Vivar Dorado
Ángel Manuel Vivar Dorado, kurz Vivar Dorado (* 12. Februar 1974 in Madrid) ist ein ehemaliger spanischer Fußballspieler.

## Spielerkarriere

### Die Anfänge
Vivar Dorado startete seine Karriere als Fußballer 1992 bei CD Leganés. Schon in seiner Premieren-Saison durfte er den Aufstieg seiner Mannschaft in die Segunda División feiern. Im Alter von 18 Jahren war Vivar Dorado bereits Stammspieler in der 3. Liga. In der folgenden Zweitliga-Saison konnte er die Kritiker überzeugen und erzielte zehn Tore in 35 Spielen. Anschließend erhielt er die Möglichkeit in die erste Liga zu wechseln und unterschrieb einen Vertrag bei CD Teneriffa.

### Primera División
Bei Teneriffa lief es zunächst alles andere als gut für den Madrilenen. Nur vier Einsätze standen in seiner ersten Erstliga-Saison für ihn zu Buche. Doch bereits ein Jahr später gehörte er zum Stammpersonal des Teams, dass den UEFA Cup erreichte. Nachdem Vivar Dorado nur noch selten zum Einsatz gekommen war, wechselte er 1998 zum Ligarivalen Racing Santander. Zwei Jahre lang konnte er die Kantabrier als Führungsspieler zum Klassenerhalt führen. In der Saison 2000/2001 war er häufig verletzt und Santander wirkte oftmals kopflos. Am Ende stand der Abstieg in Liga 2. Auch Vivar Dorado ging mit seinem Team in die Segunda División, wo er allerdings nur ein halbes Jahr blieb, ehe es ihn in seine Heimatstadt Madrid zog, wo er beim Erstliga-Club Rayo Vallecano die Rückrunde spielte. Racing stieg indessen wieder auf.

### Getafe
Im Sommer 2002 ging Vivar Dorado zum Zweitliga-Aufsteiger FC Getafe, da er so in seiner gewohnten Umgebung bleiben konnte. Schon im zweiten Jahr führte er den Madrider Vorortclub erstmals in dessen Vereinsgeschichte in die Primera División. Auch dort gehörte er anfangs zum Stammpersonal des Überraschungsteams. Nach drei Erstliga-Jahren verließ der unter Bernd Schuster zuletzt kaum noch berücksichtige Mittelfeldspieler den Verein nach fünf erfolgreichen Jahren, gekrönt vom Erreichen des Pokalfinales, in dem man knapp dem favorisierten FC Sevilla unterlag.

### Die letzten Jahre
Im Sommer 2007 wechselte Vivar Dorado zum Erstliga-Aufsteiger Real Valladolid, wo er mit seiner Routine und Erfahrung zum Klassenerhalt beitragen soll. Dort konnte er an alte Zeiten anknüpfen.

## Erfolge
- 1992/93 – Aufstieg in die Segunda División mit CD Leganés
- 2001/02 – Aufstieg in die Primera División mit Racing Santander
- 2003/04 – Aufstieg in die Primera División mit FC Getafe